# Apocryptus gratus
Apocryptus gratus là một loài tò vò trong họ Ichneumonidae.